# Ignacio Guevara
Ignacio Guevara Vásquez: (Guachetá-Cundinamarca, 20 de enero de 1914 - † Long Beach-California, 23 de julio de 2011) fue un Misionero, predicador protestante y escritor colombiano, fundador de varias iglesias protestantes y de la emisora Nuevo Continente.

## Biografía
Nacido en el municipio de Guachetá, su infancia estuvo marcada por la mendicidad desde que emigró por sus propios medios a Bogotá. a los 16 años se incorporó al Ejército de Colombia y luego a la Armada de ese país a bordo del cañonero fluvial Barranquilla, que por poco pierde la vida por contraer fiebre amarilla. Posteriormente fue asignado a la Policía Nacional en calidad de agente al municipio boyacense de Garagoa, donde su vida cambiaría al convertirse al protestantismo.
Una vez retirado de la Fuerza Pública, empezó su formación espiritual en dicho municipio durante siete años al lado de los misioneros James y Rheta Holden, del cual fue miembro por siete años de la Iglesia Interamericana, al cual llegó a ser presidente. Más tarde fundaría la Misión Panamericana y al viajar a Estados Unidos, en una convención pastoral de Florida, le animaron continuar su obra en Medellín, ciudad donde se radicaría en 1956.
Ya en los medios de comunicación, si bien en 1943 ya presentaba su programa de radio Conozca (que se mantuvo hasta su muerte) en la emisora Radio Cristal, es a través de Voz de las Américas que logró consolidar su obra misionera en el público antioqueño. Su triunfo definitivo fue con la creación de Nuevo Continente gracias a una carta de solicitud hecha por Pat Robertson, que lo puso al frente de la dirección en 1968 como parte de la Misión Panamericana hasta 1979. Además de su emisora, fundó otras seis de carácter comunitario, una de ellas, en la región de la Amazonia.
Sus últimos años las pasó en la ciudad californiana de Long Beach, localidad donde falleció y sus restos fueron repatriados a Bogotá, donde se oficiaron sus honras fúnebres en la iglesia

## Libros
- Paria Solitario: De Niño de la Calle a Apóstol de Jesús (autobiografía 2006)
- Guerra de Intercesión Global (2005)
- Guías Ciegos (2005)
- Olivas Machacadas (2003)
- Amor en el Espíritu (1997)
- La Visión de Dios para su Iglesia
- Lo que No es el Primer Amor
- El Impacto del Evangelio en Tesalónica
- El Estilo de Vida que Dios Quiere